# Harry Entwistle
Harry Entwistle (* 31. Mai 1940 in Chorley, Vereinigtes Königreich) ist ein ehemaliger anglikanischer Bischof und seit 2012 römisch-katholischer Geistlicher sowie emeritierter Ordinarius des Personalordinariats Unserer Lieben Frau vom Kreuz des Südens.

Wappen

## Leben
Harry Entwistle studierte am St. Chad’s Theological College der University of Durham und wurde am 20. September 1964 in der Diözese Blackburn der Church of England zum Priester geweiht. Danach war er für die Gemeinden Fleetwood, Hardwick, Weedon, Aston Abbotts und Cubligton tätig, von 1974 bis 1981 Kaplan und Gefängnispfarrer von Her Majesty’s Prison Service und von 1981 bis 1988 Seniorkaplan von Her Majesty’s Prison Wansworth. 1988 emigrierte er nach Australien und wurde Seniorkaplan des Department of Corrective Services in der Diözese Perth. Nach einer Stelle als Erzdiakon und Pfarrer von 1992 bis 1999 in Northam wurde er 1999 Pfarrer in Mount Lawley. 2006 trat er der Traditional Anglican Communion bei und wurde am 24. November 2006 in St. Peter in Adelaide zusammen mit David Robarts durch Erzbischof John Hepworth zum Bischof geweiht; Mitkonsekratoren waren Tolowa Nona SSC, Bischof der Church of Torres Strait, die Assistenzbischöfe Sania Townson und David Chislett sowie Arthur Stanley Goldsworthy, der ehemalige anglikanische Bischof von Bunbury. Entwistle war als Assistenzbischof des Erzbischofs der Diözese von Australien der Anglican Catholic Church in Australia zuständig für den Distrikt Western Australia und war bis 2012 auch Pfarrer in Maylands, Perth.
Harry Entwistle ist seit 1967 mit Jean Barrett Polts verheiratet und hat zwei Kinder.

### Übertritt zur katholischen Kirche
Harry Entwistle wechselte von der Anglikanischen Kirche zur römisch-katholischen Kirche. Am 15. Juni 2012 wurde er in der St. Mary’s Cathedral in Perth durch den Erzbischof von Perth Timothy Costelloe zum katholischen Priester geweiht und zugleich zum Ordinarius des durch Papst Benedikt XVI. am selben Tag gegründeten Personalordinariats Unserer Lieben Frau vom Kreuz des Südens bestellt. Er übte dieses Amt ohne Bischofsweihe aus, da eine Zölibatsdispens für Bischöfe nicht zulässig ist. Er hat die Erlaubnis gewährt bekommen, die Pontifikalien Mitra, Brustkreuz und Ring im Gottesdienst zu tragen sowie einen Bischofsstab in der gleichen Weise wie einige Äbte.
Papst Franziskus nahm am 26. März 2019 seinen altersbedingten Rücktritt an.